# Štěpán Jurajda
Štěpán Jurajda (* 30. července 1970 Rychnov nad Kněžnou) je český ekonom a vysokoškolský učitel. V letech 2009 až 2013 byl ředitelem CERGE-EI na Univerzitě Karlově  (Center for Economic Research and Graduate Education – Centrum pro ekonomický výzkum a doktorské studium) a ředitelem Národohospodářského ústavu Akademie věd České republiky, kde za jeho vedení vznikl think tank IDEA. V letech 2022–2023 byl náměstkem ministryně pro vědu, výzkum a inovace.

## Životopis
Titul Ing. získal v roce 1992 na Vysoké škole ekonomické v oboru operační výzkum a ekonometrie. Titul Ph.D. v oboru ekonomie práce získal v roce 1997 na Pittsburské univerzitě a následně byl NSF post-doktorandem na Princetonské univerzitě. V roce 2014 získal profesorský titul na Univerzitě Karlově a v roce 2024 obdržel titul doktor věd (DSc.) na Akademii věd České republiky. V letech 2005 až 2010 byl členem řídícího výboru Evropské asociace ekonomů práce. V letech 2009 až 2013 byl předsedou Oborové komise sociálních a humanitních věd v Grantové agentuře ČR. V roce 2014 byl držitelem Fernand Braudel Senior Fellowshipu na European University Institute a v roce 2015 byl hostujícím profesorem na Edinburské univerzitě. V letech 2020 až 2021 byl členem Národní ekonomické rady vlády a v roce 2021 členem Mezioborové skupiny pro epidemické situace. V roce 2022 byl místopředsedou Rady pro výzkum, vývoj a inovace (RVVI), jejímž členem byl od roku 2014. V letech 2020 až 2024 byl předsedou a následně místopředsedou Komise pro hodnocení výzkumných organizací při RVVI. Od roku 2022 je členem Rady vlády pro rovnost žen a mužů. V letech 2019 až 2026 byl členem Vědecké rady Grantové agentury ČR, v letech 2014 až 2024 členem Vědecké rady Univerzity Karlovy a v letech 2015 až 2023 byl členem Vědecké rady Masarykovy univerzity. Od roku 2002 je s přestávkami členem Akademického sněmu AV ČR. Je nositelem Neuron Impulsu ve společenských vědách za rok 2011 a Zlaté medaile Univerzity Karlovy z roku 2020.

### Ocenění
- 2011 – Neuron Impuls
- 2020 – Zlatá medaile Univerzity Karlovy

## Dílo
Štěpán Jurajda zkoumá mnoho oblastí, např. pracovní trh včetně rozdílů v odměňování žen a mužů nebo vliv podpory v nezaměstnanosti, výše mezd apod., dále např. okolnosti přežití v extrémních podmínkách. Jako spoluautor se podílel např. na článku Preexisting social ties among Auschwitz prisoners support Holocaust survival, který ukazuje, že přežití v extrémních podmínkách, jako byly zajatecké tábory, gulagy nebo nacistické koncentrační tábory, často souviselo s tím, zda měl člověk blízké přátele mezi spoluvězni. Aby se autoři studie vyhnuli tzv. „předsudku přeživších“ (kdy se zkoumají jen ti, kdo přežili), analyzovali osudy 30 tisíc židovských vězňů, kteří byli deportováni do koncentračního tábora Auschwitz-Birkenau z terezínského ghetta. Zkoumali, zda šance na přežití závisela na tom, kolik potenciálních přátel mělo dané osoba mezi lidmi, se kterými byla transportována. Výsledky ukazují, že lidé, kteří do tábora přišli s větším počtem známých či přátel, měli výrazně vyšší šanci přežít. Studie tak potvrzuje, že sociální vazby mohly v takto extrémních podmínkách hrát klíčovou roli.